# Francos de Montréal
Pour les articles homonymes, voir Francofolies (homonymie).
Les Francos de Montréal (appelées FrancoFolies de Montréal jusqu'en 2017), fondées en 1989, sont un festival de la chanson francophone qui se déroule annuellement à Montréal.

## Historique

Ancien logo

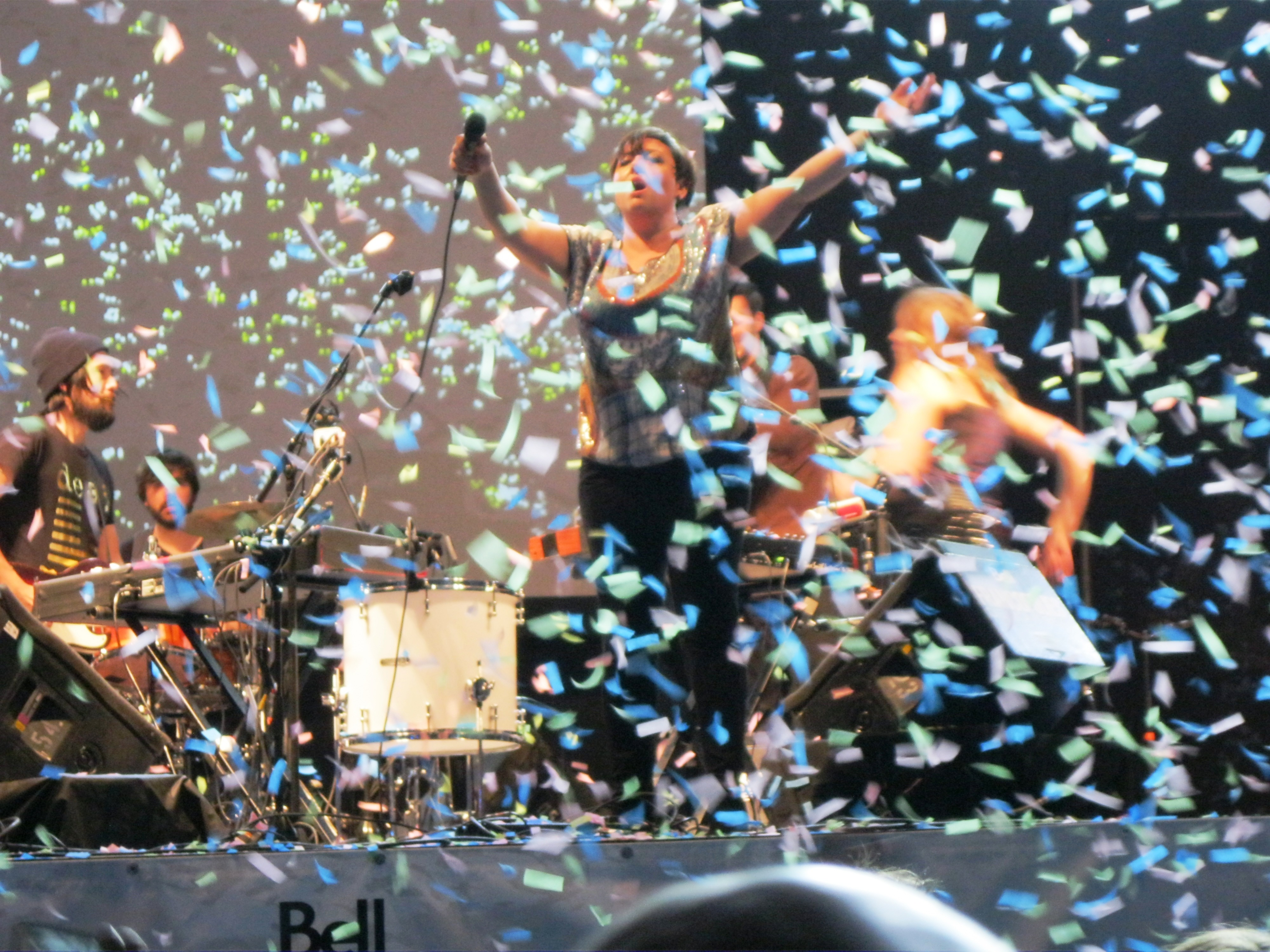
Ariane Moffatt lors de la en 2013.

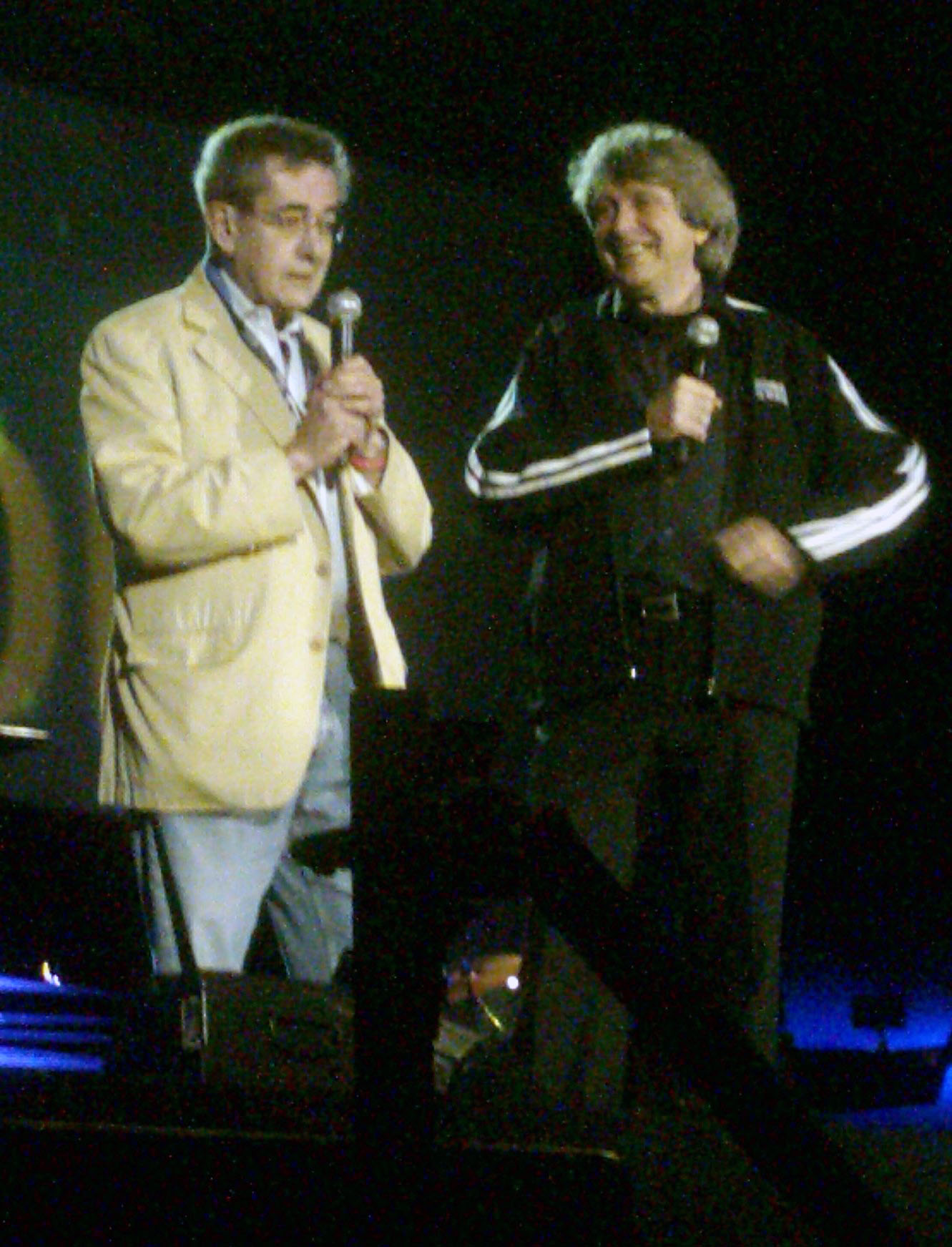
Guy Latraverse (à gauche) et Alain Simard, lors de la soirée d'ouverture de la en 2010.

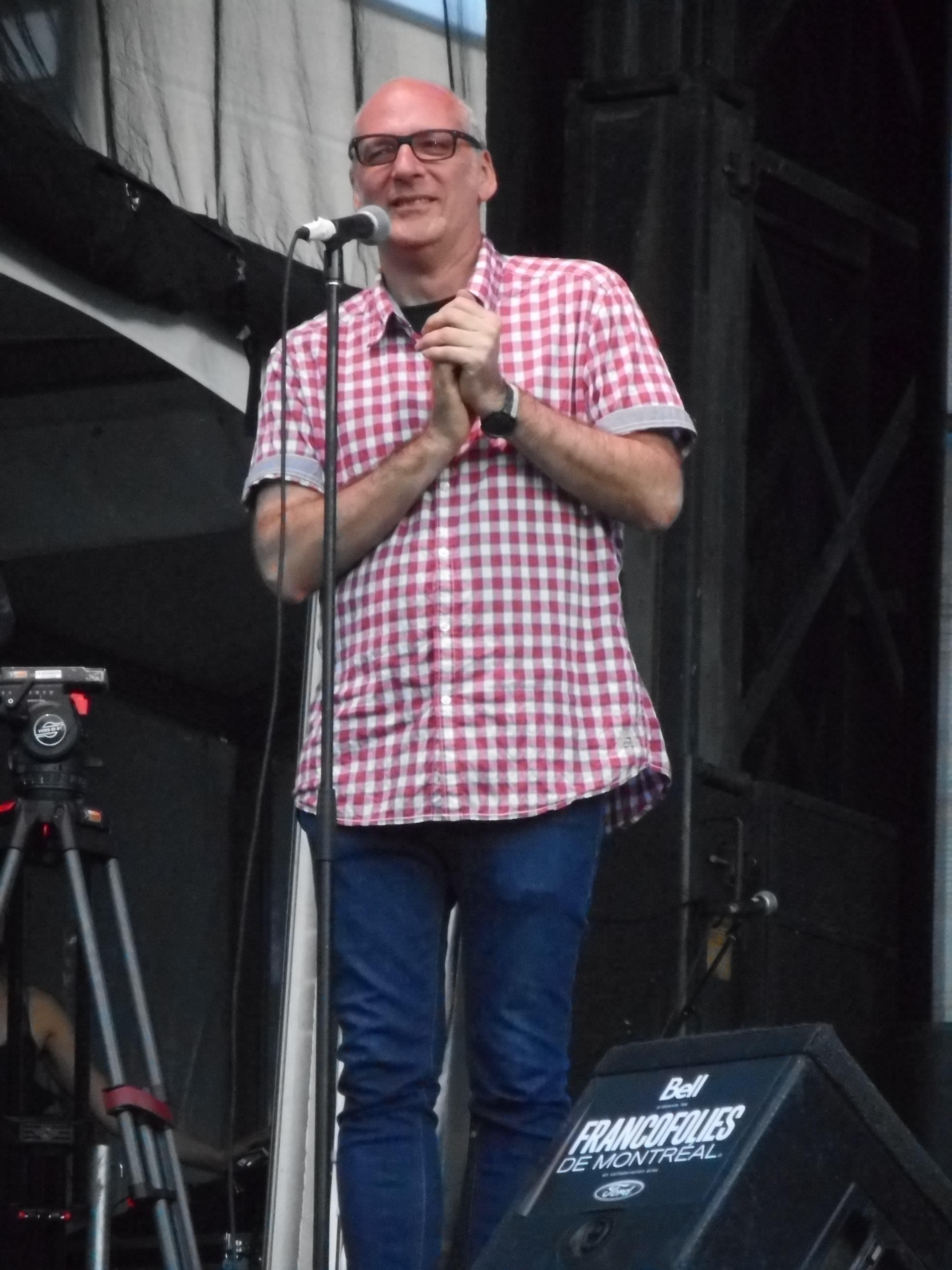
Laurent Saulnier, présentateur, vice-président à la programmation.

Le festival a été fondé en 1989 par Jean-Louis Foulquier, fondateur des Francofolies de La Rochelle, Alain Simard, fondateur du Festival international de jazz de Montréal et Guy Latraverse. Lors de la première édition, les FrancoFolies de Montréal proposent une quinzaine de spectacles en septembre 1989 et se vantent d’une fréquentation d’environ 5 000 personnes. Après quelques éditions en septembre et novembre (1989-1993), les FrancoFolies de Montréal se déroulent au mois d'août dès 1994 en vue d'améliorer la fréquentation. Depuis 2010 le festival a lieu en juin.
En 2003, le festival passe le cap des 200 spectacles présentés, qu'auraient vu environ 800 000 personnes. En quinze ans, la fréquentation a donc augmenté notablement. Il est estimé que les FrancoFolies de Montréal ont attiré environ un million de personnes lors de l'édition de 2009. Depuis 2010, les FrancoFolies de Montréal se produisent en juin au Quartier des spectacles.
Le 5 décembre 2017, la société sans but lucratif décide de changer de nom pour l'édition 2018. Les FrancoFolies de Montréal deviennent les Francos de Montréal.
L'édition de 2020 est annulée en raison de la pandémie de Covid-19 au Québec. Elle est finalement remplacée par une édition écourtée du 24 au 26 septembre, constituée essentiellement de performances en ligne et de trois performances de Marie Mai devant des spectateurs au M Telus.
La 35e édition du festival a lieu du 14 au 22 juin 2024, mettant en scène 35 programmations différentes au travers de la ville de Montréal pour célébrer son anniversaire.

## Description
La mission du festival est de « promouvoir la chanson d'expression française, de favoriser sa diffusion et de stimuler la circulation des artistes de toute la francophonie ».
Le festival présente des spectacles d'artistes francophones de divers horizons musicaux et de diverses nationalités. Il présente des artistes bien connus, des artistes de l'heure, tout comme des figures montantes. Il offre des spectacles gratuits et payants.
En 2014, il est surtout couvert par des journaux occidentaux tels que Paris Première, France 3, Le Figaro, Deutschlandradio, Toronto Star et RFI. Cette dernière, sur son site Web, suivait au jour le jour l'édition 2006 avec textes, images et sons, ce qui atteste l'importance de l'événement.
Ce festival a notamment reçu :
- Marie-Mai
- Klô Pelgag
- Oxmo Puccino
- Beau Dommage
- Diane Tell
- Gilbert Bécaud
- Jane Birkin
- Patrick Bruel
- Les Colocs
- Jean-Pierre Ferland
- Indochine
- Keny Arkana
- Patricia Kaas
- Cheb Khaled
- Rita Mitsouko
- Stefie Shock
- Positive black soul
- Serge Reggiani
- Richard Séguin
- Charles Trenet
- Les Cowboys Fringants (record d'assistance établi en 2003, avec 140 000 spectateurs)
- Andrée Watters
- David Jalbert
- Zébulon
- In Vivo Djamal
- Superbus
- Vanessa Paradis
- Gabriel Yacoub
- S Petit Nico
- Malajube
- Karkwa
- Les Trois Accords
- Gatineau
- Loco Locass
- Julien Doré
- Les Amis au Pakistan
- Hubert Lenoir
- Corneille
- Les Louanges
- Émile Bilodeau
- Gros Mené

## Controverse sur les changements de dates
Le 10 août 2009, Alain Simard, président de L'Équipe Spectra, annonçait que la 22e édition des FrancoFolies de Montréal aurait lieu du 9 au 19 juin 2010 (et non plus au mois d'août). Selon lui, « comme il est très difficile d’attirer des grosses pointures françaises et européennes au mois d’août (les Français sont en vacances), le mois de juin s’avère plus propice à leur venue. En plus, comme la période touristique à Montréal est plus calme en juin, les installations hôtelières profiteront d’une plus grande fréquentation pendant cette période de l’année. On espère ainsi réduire le déficit des FrancoFolies qui s’élève maintenant à près d’un demi-million de dollars ». Ce changement dans le calendrier des festivals montréalais reçoit l'appui du maire de Montréal, Gérald Tremblay, de Gilbert Rozon, ainsi que celui de Tourisme Montréal.
Toutefois, ce changement provoque une vive opposition du maire de Québec, Régis Labeaume, mais aussi de l'événement montréalais Présence autochtone, ainsi que des organisateurs de la Fête nationale du Québec.
Après quelques mois de négociations, une entente entre les FrancoFolies de Montréal et le Festival d'été de Québec est annoncée à la fin novembre 2009. Depuis 2010, les FrancoFolies ont lieu en juin.